# Orci i Goblini
Orci i Goblini je dodatna knjiga za Varhamer Fantazi Betl (Warhammer Fantasy Battle) stonu igru. Fraza "Orci i Goblini" takođe se kolektivno odnosi na sve rase koje su opisane u ovoj knjizi, što uključuje i druge "Zelenokožce". Knjiga sadrži osnovne informacije, ilustracije i pravila igre za ove rase. Orci i Goblini predstavljaju generičku vojsku Tamnog doba sa malom unutrašnjom kohezijom i disciplinom, koja se oslanja na nemilosrdne napade i individualne borbene veštine, a ne na organizovanost i taktiku. Za razliku od Orka opisanih u Gospodaru prstenova iz Dž. R.R. Tolkinovog univerzuma, iako su bazirani na njima, ovi Orci ne slušaju vrhovnog gospodara koji ih je napravio. Njih uvek vodi najveći i najjači Ork (ili Goblin) koji je uspeo da se probije do vrha i postane gazda plemena (Boss ili Warboss). Još jedna veoma bitna razika između Orka iz Vorhamer sveta i Tolkinovih Orka, je što imaju zelenu kožu, odakle i ime "Zelenokožci". U Vorhamer svetu, sve ostale rase smatraju da su Zelenokožci pretnja svim civilizacijama. Ovi plemenski ratnici su nasilni i nemilosrdni, žive da bi neprestano pljačkali i borili se, šireći rat u sve krajeve poznatog sveta. Iznova i iznova, horde Zelenokožaca bi se pojavile bez upozorenja i širile uništenje koje nema nikakavu svrhu osim običnog nasilja.
Orci i Goblini opisani u ovoj knjizi su daleki rođaci Orka koji postoje kao rasa u Vorhamer 40.000 (Warhammer 40.000), takođe potezna strategija od iste kompanije.

## Najpoznatije vojskovođe Orka i Goblina
Iako je njihova ratna istorija duga i krvava, Orci i Goblini imaju samo par vojskovođa koji su uspeli da organizuju rasparčana plemena Zelenokožaca u armije epskih proporcija, koji su ih vodili u pohode i ratove, ostavljajući pustoš iza sebe. Svaki Ork i Goblin čije se ime zna izvan njihove teritorije, zaslužio je poštovanje i ozloglašenost koje to ime nosi. Životni cilj svakog Zelenokožca je da bude najveći i najjači ratnik koji je ikad postojao. Oni koji su to postigli, uspeli su svoje pleme da organizuju u armiju koja je u orkovskom svetu poznata kao VAAAGH!, što je u stvari žargonski naziv za rat. Sama reč ima potencijal i moć da ujedini zaraćena plemena  Zelenokožaca u jedinstvenu silu uništenja. Oni tada postaju Vojskovođe (Warlords) koje imaju najveće poštovanje svojih vojnika.   

### Gorbad Ajronklav
Gorbad Ironclav, koji je jahao svog divljeg vepra Gnarlu, bio je jedan od najmoćnijih zapovednika u ratnom fantazi univerzumu. Gorbad i njegovo pleme Ajronklav, pripojili su pleme Slomljenog zuba zajedno sa lokalnim plemenima Goblina i Noćnih Goblina, da bi stvorili masovnu armiju Zelenokožaca. Pleme je marširalo kroz Crni vatreni prolaz da bi napalo Imperiju koja je bila pod vođstvom imperatora Sigismunda. Gorbadova vojska osvojila je teritorije Solanda i Visenlanda, ali je Gorbad bio ranjen u borbama. U tvrđavi Altdorf, Vaaagh! je zadržan izvan gradskih zidina. Gorbad je oslobodio Viverne (podvrsta zmajeva) na grad, koji su branitelje bacili u paniku. Na kraju je napad sprečen, i glavni cilj Gorbada da unište gradska vrata nije ostvaren. Nedostatak napretka i Gorbadova povreda, slomila je moral vojsci, koja se ubrzo i raspala. Ostaci Gorbadovog plemena su bili napadnuti od strane vojske patuljaka pod vođstvom kralja Karaz-Karaka i poraženi na putu do kuće. Nije poznato da li je Gorbad preživeo taj susret.

### Azag ()
Iako je bio moćan vojskovođa koji je vladao velikim brojem plemena u Bedlendsu, Azagova priča je počela tek nakon što je iskopao drevnu magičnu krunu u uništenom gradu Todhajmu. Ali to nije bio običan artifakt: to je bila Kruna Čarobnjaštva. Taj drevni magični instrument  pripadao je Velikom Nekromantu Nagašu, čiji se drevni zli duh još uvek držao za artifakt. Kada je Azag stavio krunu, Nagašov duh je počeo da ga kontroliše, i od tada je Azagova sirova snaga  kombinovana sa Nagašovim taktičkim genijem.
Snaga krune je omogućila Azagu da uništi suparnike i osigura lojalnost njegovih sledbenika. Pre bitke, Azag bi izneo svoj plan napada govoreći odlučno, neorkovskim glasom, koji je bio težak  od dugih vekova, a zatim bi se prodrao na svoje vojnike da se pokrenu. Ipak, Azagove uzastopne pobede osigurale su podršku njegovih sledbenika, i nije im bilo bitno što on "priča smešno", dokle god bi im pokazivao "gde je bitka".
Azag je bio naoružan Nagašovom taktičkom veštinom i čarobnjačkom moći. Jašući svog Vivern ljubimca Skalmunča, Azag i njegov neobično organizovan i taktički obučen VAAAGH!, napali su Imperiju, uništavajući istočnu provinciju Ostermark. Pustošili su pokrajinu mesecima pre nego što su Azagove snage konačno poražene u bici kod Ostervalda. Starešina Panter vitezova,   Verner von Krigštadt, ubio je Azaga u borbi i povratio krunu čarobnjaštva. Bez njegovog taktičkog uma i snage volje da ih vodi, Orci koji su pratili Azaga pobegli su u šume i brda Ostlanda. Što se tiče krune čarobnjaštva, nakon mnogo rasprava između onih koji su hteli da je sačuvaju i prouče, i onih koji su hteli da je unište, Glavni Teogonist ju je vratio u Altdorf i zaključao je u Imperijskom trezoru, gde će zauvek ostati.

### Grimgor Ajronhajd
Grimgor Ajronhajd (Ironhide) je najnasilniji Crni Ork Vojskovođa koji je ikada postojao. On je vodio plemena zlobnih Orka da opustoše ostatke Starog sveta. Njegovi lični telohranitelji - crni Orci, poznati kao „Besmrtni“ ("Da Immortulz"), jednako su opasni kao i on. Grimgor je svirepi borac koji može da nanese ogromne gubitke protivnčkim jedinicama. On nosi Gitsnik, veliku i krvavu sekiru, čije ime jednostavno znači "ubica neprijatelja".  
Nakon što je Grimgor prvo okupio svoj VAAAGH!, napao je Patuljke u njihovoj tvrđavi Karak Kardin. U mnogim sukobima koji su usledili, Patuljci su bili svedoci uzastopnih poraza od Grimgora i njegovih sledbenika. Grimgor nikada nije pokušao da preotme tvrđavu Patuljaka, bio je zadovoljan ubijanjem vojski koje su poslate da ga poraze. Patuljci su izgubili toliko ratnika da na kraju nisu imali drugog izbora, nego da sede iza neprobojnih vrata i zidina Karak Kadina. Zima koja se brzo približavala je uradila ono što oni nisu mogli: prisilila je Grimgora da se povuče. 
Grimgor međutim, nije hteo da čeka. Budući da mu je dosadilo ubijanje Patuljaka, okrenuo je svoju vojsku ka Kislevu. Grimgorova vojska je ponovo bila nezaustavljiva - gradovi su uništeni, a njihovi stanovnici ubijeni. Tri vojske su poslate da zaustave ovu novu pretnju i sve tri vojske su uništene. Kako se vojska približavala gradu Kislev, priroda se okrenula protiv Grimgora. Ogromna mećava, koju je pozvala ledena kraljica Kislev, pogodila je armadu Zelenokožaca koja se polako približavala. Hiljade Goblina se zamrzlo do smrti, a desetine umrlo od strane Grimgora dok je besneo zbog prepreke na koju je naišao. Dok je odlazio od grada Kisleva, oluja se smirila, ali čim se Grimgor okrenuo prema Kislevu, oluja se ponovo razbesnela i zaustavila ga u mestu. Besan se vratio u Svetske planine, želeći da slomi nekog novog neprijatelja.
Grimgor je odlučio da mu je potrebna baza iz koje bi mogao da napada svet oko sebe. Nastanio se u napuštenoj tvrđavi Patuljaka - Karak Ungor, nakon što je pokorio plemena Noćnih Goblina  koja su tamo živela. Noćni Goblini su se godinama borili sa neprijateljem za podzemne delove patuljačke tvrđave. Ovi neprijatelji su bili Skaveni klana Mor i klana Moulder. Nakon što su čuli za Skavene ispod tvrđave, Grimgor i njegovi Crni Orci su se brzo uključili u bitku. Stotine Skavena je umrlo od ruke Grimgora i njegovih vojnika, ali to kao da nije uopšte bilo bitno za Skavene. Svaki put kada bi jedna vojska bila uništena i tuneli bili očišćeni od pacova, otkrili bi nove skrivene tunele i stotine drugih Skavena bi iskočilo iz tame kako bi napalo Grimgorovu vojsku. 
Grimgor je napokon našao svoju beskrajnu bitku i bio je zadovoljan. U proleće bi vodio deo svojih snaga napolje da napadne zemlje iznad, a zimi bi se vratio u tunele Karak Ungora i ubijao Skavene. 

### Skarsnik
Vojskovođa Skarsnik, poznat po zvaničnoj tituli Kralja osam vrhova ili jednostavno samo Kralj pod planinom, je poglavica plemena Krivog Meseca i najmoćniji noćni Goblin ratnik u celom predelu južno od Vorlds Edž Planina.[1] Sve ostale vojskovođe Orka i Goblina priznaju njegovu vlast oko razrušene tvrđave Patuljaka, jer niko nije mogao da nadvlada neverovatnu lukavost i nemilost Skarsnika. Od njegovog dolaska na vlast, Skarsnik je od tada izdvojen od svih drugih Goblinskih ratnika pre njega zbog posedovanja neverovatnog intelekta koji je potpuno neočekivan od tako primitivne rase. Skarsnik je odličan strateg koji napada iz zasede. On je u stanju da isplanira strateške planove i komanduje hordama Zelenokožaca na dostignuća koja nisu ostvarena u novijoj istoriji, još od vremena zloglasnog Orkovskog vojskovođe Azaga.
Poznat je i po svom ljubimcu, ogromnom skvigu Gobli (Gobbla), koji je savršeno istreniran i služi kao Skarsnikov lični telohranitelj.

### Grom
Vojskovođa Grom, poznatiji kao Grom Pauč ili Grom Debeli iz Maglenih Planina, nije bio samo najveći i najmoćniji Goblin koji je ikada živeo, već je bio i jedan od najvećih Vojskovođa Zelenokožaca, i jedini koji je ikada uspeo da uspešno napadne daleke zemlje Ultuana, zemlje Vilenjaka. Goblini su kukavice i izdajnici, ali ništa ne uzbuđuje njihova zla srca kao Grom, najmoćniji Goblin. Priče o Gromovoj veličini i dalje privlače pažnju oko bilo kog Goblinskog kampa gde će se čak i najbučniji goblin umiriti i ponašati sa poštovanjem.
U Gromovom prisustvu Goblini će stajati uspravno, uzdržati se od gunđanja i čak ograničiti svoje neobuzdano čačkanje nosa. Ovi krajnji prikazi poštovanja postoje, zato što je on za njih kao bog, otelotvorenje svega što nikada neće biti - veliki, divlji i idolizirani. 
Grom je vodio svoj VAAAGH! Južno, duž predela koja su držali Patuljci. Pretvorio je nekoliko njihovih tvrđava u ruševine i oskrnavio grobnice njihovih predaka. Patuljci, predvođeni kraljem Bragarikom, sreli su Gromov Vaaagh! u bici kod Gvozdenih vrata. Posle tri dana neprestane borbe, dve strane su se povukle, ostavivši mnoge mrtve, ali ne i jasnog pobednika. Za Patuljke, ovaj rezultat nije ništa drugo nego katastrofa. Gromova zarđala sekira je uzela živote kraljevih najboljih ratnika. U očajanju, Patuljci su se povukli uprkos svom ponosu i poslali su emisare u Imperiju tražeći pomoć. Grom je već zamenio svoje gubitke jer su se nova plemena, posebno plemena Goblina, okupila da se pridruže nezaustavljivom vođi.
Patuljci nisu dobili pomoć od Imperije, pa su opet zatvorili svoja ogromna, neprobojna vrata i branili svoje tvrđave iznutra. Grom je pokušavao, ali nije uspeo da osvoji ni jednu tvrđavu, pa se odlučio da napadne Imperiju. Grom je uništio provincije Stirland i Talabekland, i stigao sve do Hoklanda. Vojske Imperije su poražene i ljudi su se uskoro povukli u gradove i tvrđave. Imperijske armije nisu mogle da se okupe, pa je Grom proveo svoje vreme izležavajući se, dok se njegova vojska rasula na sve strane. Tek kada je njegov vrhovni šaman imao viziju daleke zemlje i novih osvanja, Grom je odlučio da ponovo krene u rat.
Vojska koja mu je ostala, iako daleko manja nego kada je počeo svoj pohod je i dalje bila ogromna. Grom im je zapovedio da sagrade brodove koje su mesicima pravili,  čak i Orci. Pre nego što su svi bili gotovi Grom je odlučio da ponovo pokrene svoj Vaaagh! i upusti se na otvreno more. Hiljade Orka i Goblina je izgubilo živote u putu, ali to nije sprečilo Groma u svom pohodu.Vojska je stigla do zemlje Vilenjaka, a stanovnici Ultuana su bili nepripremljeni za zelenu armadu. Vaaagh! je stigao do samog srca ostrva pre nego što je Grom poražen od strane vilenjačkog princa Eltariona.

## Orci
Orci su velika stvorenja sa dugim rukama i kratkim nogama, ogromnim pločama od mišića koji se nalaze ispod teške zelene kože, a njihove čeljusti su obložene dugačkim očnjacima koji izlaze iz njihove donje vilice. Imaju crvene oči, opako ponašanje i prirodno su ćelavi. Prosečna visina Orka je oko 2 metra kada se ispruži. Oni poštuju moć i snagu, i prirodno teže da postanu veći i jači dok se uzdižu kroz svoje društvo. Iako im nedostaje obrazovanje naprednijih rasa, Orci poseduju ogromnu lukavost i brzo uče, ali retko usvajaju nove taktike koje bi zamenile svoju sklonost ka borbama prsa u prsa.
Čudna karakteristika o orkovskoj rasi je njihova sposobnost da rastu u snazi i stasu kako stare. Kako Ork stari i osvaja više bitaka, počinje da raste neverovatnom brzinom, do te mere da ako nije poražen od strane još većeg i jačeg neprijatelja u borbi, Ork bi nastavio da raste do kraja svog života. U stvari, kaže se da Ork nikada ne može zaista da umre od starosti, jer bi do tada već bio pretučen od strane neprijatelja.
Većina, ako ne i sva plemena su obično mešavina Goblina i Orka, a Orci često poseduju najvišu poziciju u nasilnoj hijerarhiji plemena. Zbog svoje snage i lenjosti, Orci zauzimaju "ratničku klasu" društva Zelenokožaca, dok Goblini zauzimaju "radničku klasu". Međutim, postoje vremena kada se pleme gotovo u potpunosti može sastojati samo od Orka.
Kada plemena idu u rat, ove zelene zveri se formiraju u ratničke jedinice koje se zovu se Ork Boiz ili jednostavno Da Boiz. Njih predvode najveći u njihovoj grupi, Velike Gazde (Big Bosses). Na bojnom polju, orkovske jedinice se razlikuju po svojim simbolima ili oznakama, koje se najčešće prikazuju na štitovima, zastavama ili totemima.
Jedinica Ork Boiza nosi raznovrsno naoružanje na bojno polje, kao što su duga koplja, razne oštrice, ogromne sekire, čekiće i palice, zarđale mačeve i povremeno opljačkano oružje od drugih rasa.
Pre bitke, jedinice Ork Boiza su poznate po tome da pevaju i udaraju u zemlju kao sredstvo zastrašivanja i kao način da podignu orkovski neprirodno visok adrenalin. Ako se predugo čeka na borbu, poznato je izbijajanje borbe između pojedinaca ili suparničkih jedinica, dok se članovi podrugivaju i bacaju kamenje.

### Veliki ()
Veliki je ime koje se koristi za opisivanje najvećeg ratnika unutar plemena. Prirodni cilj Zelenokožaca u životu je stalno boriti se i rasti u njegovom društvu, što se obično pripisuje povećanju ličnog statusa i bogatstva. Na kraju, ovi Zelenokožci bi mogli da dostignu samo određenu veličinu pre nego što njihov rast počne da se dramatično usporava. Ove promene se obično dešavaju kada Zelenokožac pronađe protivnika koji je i veći i jači nego što je i on. Ovi Zelenokožci se obično nazivaju Veliki (Big 'Uns) za Orke, i Mali Veliki (Little Big' Uns) za Gobline, koji su prerasli ostatak svog plemena i naoružani su sa najboljim oklopom i oružjem.
Ovi masivni ratnici Zelenokožaca se smatraju izvršiocima i poručnicima vođe plemena, gde su njihove dužnosti obično da idu okolo i razbijaju glave neposlušnih Zelenokožaca koji pokušavaju izazvati nevolje. U ovu grupu su dozvoljeni samo najveći i najteži Zelenokožci, a najčešći način da Zelenokožac postane jedan od Velikih je jednostavno izazvati drugog na borbu.
Ako Zelenokožac pobedi u dvoboju protiv Velikog,  Gazda ga spremno prihvata u družinu. Međutim, pored toga što su izvršitelji Gazdinog plemena, Veliki su takođe najveća pretnja za njegovu vladavinu. Budući da većina Zelenokožaca stalno pokušava da pronađe načine da poveća svoju veličinu i status, Veliki bi s vremena na vreme izazvao trenutnog Gazdu na dvoboj. Ako pobedi, on će odmah postati novi Gazda. Ako izgubi, Gazda bi odmah da disciplinuje svoju pratnju Velikih, ubijajući izazivača i time dokazati svoju nadmoć. Tek kada je Gazda najslabiji, kao što je povreda u bici, novi Veliki će ga izazvati na dvoboj.

Kada plemena idu u bitku, poznato je da se Veliki okupljaju u svoje jedinice ratnika sa snažnim oklopom, čija je odgovornost da čuvaju Gazdu od svih pretnji. Poznato je i da lutaju po bojnom polju kao disciplinarna figura koja drži horde Zelenokožaca u redu. Ako se među redovima pojave svađe, Veliki se često šalje da uguši borbu pre nego što ona nestane.

### Divlji Orci
Divlji Orci su ozloglašena podvrsta orkovske rase koja se vratila u društvo kamenog doba koje se vrti oko ideala "Starog Načina". Oni su rezultat preterane izloženosti ekstremnoj toploti, koja je postepeno oštetila ionako mali mozak Orka, sve dok njegov intelekt ne postane primitivan, čak i po standardima drugih Zelenokožaca. Kao rezultat, sušni delovi Bedlendsa su poznati po tome što imaju najveću populaciju Divljih Orka u celom svetu.
Njihovo poreklo se može pratiti sve do vremena kada su svi Zelenokožci bili ništa više nego Divlji Orci u izgledu i kulturi. Ove primitivne životinje živele su nomadskim životom, koristeći rudimentarno oružje od jednostavnog kamena, kosti ili drva da bi lovili svoj plen. Nije lak zadatak da se na smrt prebije veliko čudovište koristeći samo jednostavne motke. Takva praksa ipak se pokazala neizmerno zadovoljavajuća, jer je dan prepun borbi sa mamutskim stvorenjima (nakon čega bi ih pojeli), bio pravi život za bilo kog Orka. Ovaj "Stari Način" života još uvek prati velika većina današnjih plemena Divljih Orka.
Orci koji su postali divlji imaju mnogo rituala i neobičnih tradicija koje su posebno jedinstvene u njihovoj kulturi kamenog doba. Na primer, Divlji Orci preziru upotrebu oklopa i gvozdenog oružja, jer bi to bilo protivno njihovom kulturnom kodu. Umesto toga, oni koriste ratne boje kao oblik zaštite od svojih neprijatelja. Ove tetovaže uvek nanosi plemenski Šaman, koji će prskati boju i crtati glifove i oblike na njihovoj koži, koji bi duhovno zaštitili Divljeg Orka od smrtonosnih udaraca. Ove tetovaže se mogu razlikovati kod svakog plemena, gde su kod nekih jednostavne slike određenih objekata ili simbola, dok drugi koriste plemenske znakove kao što su munje ili sekire. Iako se zasnivaju uglavnom na praznoverju, ove ratne boje su primećene da deluju u nekoliko navrata, gde se čini da se udarac magično odbija, što kožu ostavlja potpuno nepovređenom. 
Drugi običaj koji je unutar plemena Divljih Orka je njihovo preferiranje primitivnog oružja od kosti, kamena i drveta. Ovo je u skladu "Starog Načina" koji je njihova rasa nekada pratila, ali je možda verovatnije da su oni jednostavno nesposobni da prave oružje od gvožđa, zbog njihovog niskog intelekta. Osim ratne boje, poznato je da Divlji Orci nose krzno i kožu ulovljenih životinja, dok neki ne nose ništa osim oružja u bitku.
U borbi, Divlji Orci se sakupljaju u svoje ratne bande divlje pešadije. Kada horda Zelenokožaca počne da svira svoje bubnjeve i peva, to dovodi Divlje Orke do ludila neposredno pre bitke. Jednom uključeni u borbu, Divlji Orci će se besno boriti sa svojim motkama i kamenim sekirama, često nekontrolisano mašući oružje oko sebe.

### Crni Orci
Crni Orci spadaju među najveće, najgrublje, najjače i najbrutalnije od svih Zelenokožaca i smatraju se ultimativnim ratnikom. Ime su dobili po svojoj mračnoj nijansi zelene kože, njihovom crnom oklopu i očajnom mirisu. Ove zveri su mračne i jedinstveno usredsređene na rat, zanimanje koje uzimaju mnogo ozbiljnije od drugih u svojoj vrsti. Opremljeni nekim od najboljih oružja i oklopa u plemenu, ovi žestoki borci obezbeđuju svojoj rasi mnogo pouzdaniji izvor elitnih, moćnih boraca. Mogu se poistovetiti sa Јурук-Хаи Orcima iz Gospodara Prstenova.
Pošto su najbolji borci, Crni Orci dobijaju najveći deo plena posle bitke. Pošto su militaristički i spartanski po prirodi, Crni Orci stalno nalaze načine da poboljšaju svoje borbene veštine ili da izgledaju veće ili podmuklije koliko mogu. Zahvaljujući toj superiornosti, većina Crnih Orka se obično udružuje u svoje jedinice ili ratne bande koje su obično potpuno nezavisne od ostatka vojske.
Poreklo Crnog Orka je i dalje veoma diskutabilno, ali najpoznatija priča je ona o Haos Patuljcima i njihovom neuspelom pokušaju da stvore novu vrstu Orka kakvu ovaj svet nikada ranije nije video. Tokom tog zaboravljenog doba, Haos Patuljcima je dosadio stalan animozitet i borba njihovih robova, i tako su tražili rešenje koje će ih učiniti mnogo poslušnijim. Uz pomoć mračne magije i odabira najvećih i najjačih robova Zelenokožaca, oni su magično uzgajali prvog Crnog Orka. 
Ako je ova priča istinita, onda je njihov eksperiment potpuna katastrofa. Njihov nesrećni pokušaj da stvore disciplinovaniju i visoko koordiniranu orkovsku robovsku silu, učinio ih je savršenim vođama za svoju braću koja će da ustanu i sruše sadističku vladavinu Patuljaka. Magične sposobnosti njihovih čarobnjaka nikada nisu mogle da oduzmu osećaj nezavisnosti koji poseduju svi Orci. Kada su se Zelenokožci uzdigli u pobuni, veliki ustanak koji je usledio gotovo je doveo do potpunog uništenja čitavog njihovog carstva. Orci su skoro potpuno porazili Haos Patuljke, stigavši do njihovog poslednjeg utočišta, vrata od Hrama Hašuta, srca njihove imperije. Međutim, u njihovom trenutku trijumfa, samo je blagovremena izdaja njihovih Hobgoblin saveznika poštedela patuljke od njihovog potpunog uništenja. Iako su mnogi robovi ubijeni ili odvučeni natrag u jame, Crni Orci su uspeli da pobegnu i od tada su primljeni u normalno društvo Zelenokožaca.
Od tada, Crni Orci se ponose da su najbolji borci u svom plemenu, a u njihovom slučaju i u celoj rasi Zelenokožaca. Samo najjači Zelenokožci, kao što su Veliki ili Ork Gazde, mogu da se nadaju da će uporediti veštinu i snagu tipičnog Crnog Orka u borbi. Crni Orci su veoma disciplinovani i borbeni, i kao takvi bi često gledali sa visine na neprekidnu prepirku svoje braće, verujući da bi trebali da koristite svu tu energiju u borbi protiv neprijatelja, a ne da se bore jedni protiv drugih. Mišljenje Crnih Orka o Goblinima je daleko gore, misleći na njih kao ništa više nego na smetnju koja nije u stanju da nosi svoju rezervnu opremu, a još manje da se bori u ratu.
U borbi, Crni Orci deluju kao ultimativna elitna pešadija, čija je dužnost da se bore i izdrže najgore neprijateljske borbe. Osim što nose ogroman oklop, Crni Orci obično imaju najbolje oružje na sebi, često različitih veličina. Nakon bitke, oni čiste i popravljaju svoju opremu ili započinju vojne vežbe koje će im pomoći da se pripreme za sledeći sukob. Takve neprirodne aktivnosti često dovode do stalne diskriminacije od strane braće Zelenokožaca. Većina njih nikada ne može da shvati ponašanje Crnih Orka, već preferiraju da se hvale i uživaju u proslavama pobede, kao što su takmičenja slaganja lobanja ili tražeći svaku priliku da se upuste u tuču. Takvi nesporazumi samo su naveli Crne Orke da se dalje distanciraju od svojih dosadnih rođaka, ali kada se bitka nadvije nad horizontom, uvek možete biti sigurni da će Crni Orci uvek biti u najvećim i najgorim borbama.

## Goblini
Goblini, koje Ork rođaci obično zovu Goboz, su najmanji i možda najbrojniji od rasa Zelenokožaca. Goblini često žive na otpatcima drugih rasa i često napreduju u senkama svoje veće braće. Oni su jadna izdajnička rasa sitnih lopova i koljača. Goblini se mogu naći skoro svuda, ali su često podeljeni između nekoliko različitih podvrsta koje su prilično jedinstvene u svojoj kulturi ili fiziologiji od uobičajenog Goblina.
Običan Goblin, može se veoma razlikovati po veličini i navikama, ali svi su univerzalno mali, mršavi, okretni i zlobni. Pošto su Orci često previše glupi ili lenji da rade bilo šta osim da se bore, Goblini se često koriste kao primarna radna snaga za mnoga plemena Zelenokožaca. Često ih teraju na ponižavajuće poslove kao što su lov, gradnja, stočarstvo i zanatstvo. Iako su daleko manji po snazi i veličini od Orka, daleko su lukaviji i inteligentniji. Goblini poseduju dovoljno inteligencije za izradu jednostavnih alata i izgradnju primitivnih zgrada, osobina koje obično ne postoje za većinu Orka unutar plemena. Ipak, zbog njihovog slabačkog i kukavičkog ponašanja u društvu koje poštuje samo snagu i brutalnost, Goblini prirodno nemaju moćnu poziciju u plemenima gde dominiraju Orci. Oni imaju veliku mržnju prema Patuljcima i jako se boje Vilenjaka.
Svi Goblini su izuzetno slabi kao pojedinci, pa se prirodno udružuju u velike grupe ili jedinice kao oblik zaštite. U nekim slučajevima, poznato je da se Goblini odvajaju od svojih nasilnih rođaka i formiraju se u svoje nezavisno pleme Goblina. Obično najuspešnija goblinska plemena se sastoje od Jahača Vukova (Wolf Riders) koji lutaju pustinjama Badlandsa na jugu, ili plemena Noćnih Goblina koja žive u planinama na Istoku. Kada su u bici, Goblini su kukavice po prirodi, i radije bi pobegli od neprijatelja, a ne suočili se sa njima u borbi. Samo u okolnostima kada veruju da je pobeda sigurna, oni će zapravo imati hrabrost da se bore. 
Goblini obično nose ostatke grubih oklopa i formiraju se u vlastite ratne bande, koje su lagano opremljene drvenim štitovima, zarđalim mačevima ili lovačkim kopljima. Većina Goblina ipak voli da ubija svoje neprijatelje sa sigurne udaljenosti, koristeći primitivne lukove i bacajući koplja da bi se borili protiv većih ili moćnijih protivnika. U velikom broju i uz odgovarajuće ohrabrenje, vojska Goblina u napadu bi gotovo uvek nadmašila svoje protivnike za skoro tri prema jedan, koristeći svoje ogromne brojeve kao način da uguše neprijatelja u smrtonosnoj zelenoj plimi.

### Noćni Goblini
Noćni Goblini su posebna podvrsta podzemnih Goblina, koji su poznati po tome što žive u mračnim tunela na planinama.
Noćni Goblini su zaista stvorenja tame, jer smrtno mrze svetlost bilo kog izvora, i žele da žive u skoro potpunom mraku. Kao podzemna rasa, Noćni Goblini izlaze iz svojih pećina i skrovišta samo u najmračnijim noćima, jer čak i mesečina može da povredi njihovu osetljivu kožu. U retkim prilikama kada izlaze tokom dana, oni uvek nose izuzetno tamne ili crne odore koje pomažu da se njihova koža sakrije od sunca. Ova nesposobnost da izdrže sunčeve zrake nastala je kada su plemena Goblina počela da se kreću prema istoku tokom migracije Zelenokožaca. 
U ta drevna vremena, pleme Goblina je živelo u pećinama i tunelima planinskih krajeva sveta, i tamo su živeli u potpunoj tami već generacijama, noseći crnu odeću i koristeći ime Noćnih Goblina. Oni su se toliko navikli na tamu pećina da su razvili izuzetno dobar noćni vid, ali kako su generacije Noćnih Goblina provele svoj život u potpunom mraku, njihova koža je na kraju izgubila sposobnost da toleriše sunčevu svetlost. Ovaj nedostatak ne utiče mnogo na Noćne Gobline, jer su oni postali zaista moćna frakcija koja je zauzela mnoge tunele iz Starog sveta.
U vlažnoj tami njihovih podzemnih domova, Noćni Goblin je okružen svim oblicima buđi i gljiva. Mnoge vrste pečuraka se uzgajaju u razne svrhe, kao što su za konzumiranje hrane, pomešane u napitke, koriste se kao medicinski tretmani, gorionici za gorivo ili se koriste kao mamac za privlačenje Skvigova (Squigs) koji prirodno naseljavaju njihove domove. Pokazujući čak i više od uobičajenog nedostatka zdravog razuma, pojedini Noćni Goblini rado gutaju opasne halucinogene pečurke. Duboko u svojim pećinama, Šamani Noćnih Goblina su među najstrašnijim Goblin šamanima na planinama sveta. Ne samo da koriste moću magiju, već su i stručnjaci alhemije i uzgajivači različitih vrsta gljiva. 
Iako se smatraju nešto manjim, skromnijim i mnogo kukavičnijim, čak i od prosečnih Goblina, ono što im nedostaje po veličini i stasu nadoknađuje sa čistim odstupanjem od razuma. Kada se pojavi vođa koji je i dovoljno podmukao i lukav da fokusira beskonačnu energiju Noćnih Goblina, on može da ih vodi kao strašnu, mada nestabilnu hordu. Kada su plemena pozvana u rat, planine su ispunjene rupama, iz kojih izlaze Goblini crnih kapuljača. Strašni krikovi visokih tonova čuju se iz pećina, kao i neugodni mirisi gljivičnog piva i plesnive truleži. Vojska se okuplja u senci u rulje ispod svojih plemenskih zastava.
Noćni Goblini su posebno kukavička stvorenja, ali za razliku od drugih plemena Goblina, poznati su po tome da stvaraju i konzumiraju opojni napitak nazvan Pivo Pečurki (Fungus Beer), koji im omogućava da se bore u stanju manije, gde su potpuno ludi i paranoični, i gde bi im se povećali refleksi i osećanja, omogućavajući im da se bolje bore protiv drugih jačih neprijatelja. Možda je to nedostatak sunčeve svetlosti ili blizina toliko vlažne buđi i gljiva, ali Noćni Goblini proizvode više ludaka od svih ostalih Goblin plemena zajedno. Opremljeni raznim oružjem kao što su mreže, gruba koplja i kratki lukovi, ovi Goblini su opaki tunelski borci.

### Šumski Goblini
Šumski Goblini su posebna vrsta Goblina koja žive u šumama na raznim lokacijama u Starom svetu. Šumski Goblini su u izvesnom smislu postali u primitivni, i njihova kultura se vrti oko duhovnog poštovanja Divovskih Paukova. Nastali su u doba poznato kao Vreme nevolja.
Otkako su plemena Goblina prvi put ušla u šume, oni su bili plen pauka koji su živeli već generacijama u šumi. Goblini su se na kraju prilagodili ovom novom i surovom okruženju i tako su postali preci današnjih plemena Šumskih Goblina. Oni su zaključili da, pošto se moćni pauci ne mogu pobediti, možda bi mogli da budu smireni. Vremenom su se sa tradicionalnim idolima Gork-a i Mork-a počeli pojavljivati osmonožni totemi ukrašeni lobanjama prekrivenim paučinom. Od tada, kultura Šumskih Goblinskih zajednica obično se okreće oko obožavanja paukova kao bogova, što bi zahtevalo stalno snabdevanje svežim žrtvama kako bi ih pomirili i sprečili da ubijaju Šumske Gobline. Ovo je posebno izraženo kada pokušavaju da umire velikog Araknarok Pauka (Arachnarok Spider) u nadi da će ga privući u službu plemena. 
Na kraju su čak i njihovi Šamani dobili vizije o paucima, i od tada su ih obožavali kao bogove šume. Plemena su sledila svoje Šamane što je na kraju dovelo do stvaranja prvog Pauk Kulta. Vremenom, ovi Šumski Goblini su uspeli da pobede paukove, i čak su uspeli tokom vremena da pauke koje su dobili od jaja koje su zarobili, naprave kućne ljubimce ili životinje za jahanje. Kroćenje paukova postalo je ključna tačka u istoriji Šumskog Goblina, jer im je to omogućilo da šire svoje teritorije na sve šumovite zemlje Starog sveta. Ubrzo su postali opasnost za sve šumske zajednice i često su se takmičili sa drugim rasama koje žive u šumama, kao što su Zveri-ljudi (Beastmen). Kada Šumski Goblini napadnu susedne zajednice, često će se boriti zajedno s ratnim bandama jahača pauka. Većina Šumskih Goblina se, međutim, bori pešice. Često su ukrašeni perjem što bi im pomoglo da se razlikuju od drugih plemena.

## Snotlingsi
Snotlingsi su najmanji i možda najgluplji Zelenokožci. Poseduju mozak veličine graška i ponašaju se veoma slično ekstremno entuzijastičnim i nekontrolisanim štencima.
Većina Snotlingsa raste samo do članka odraslog čoveka. Oni nastanjuju i Orkovska i Goblinska naselja, stalno tražeći po gomilama smeća, i kradu bilo šta što mogu da ponesu. Snotlingsi imaju gadnu naviku da često kradu nebitne stvari - razne ostatake, sitnice ili sjajni metal, i sakrivaju ga kao blago na skrivenom mestu. Orci imaju tendenciju da na svoje mnogo manje rođake gledaju sa određenim stepenom naklonosti, često ih tretirajući kao nestašne kućne ljubimce. Neki Orci u plemenu mogu pokušati da uhvate jedno ili dva od ovih malih stvorenja, hrane ih malim komadićima hrane kako bi ih obučli da rade trikove i zadatake. Najpametniji Snotling može da uradi jednostavne stvari kao što je donošenje bačenog štapa, nošenje opreme ili grebanje teško dostupnih krasta njihovih vlasnika.
Međutim, zbog njihovog malog mozga, oni nisu sposobni da rade bilo kakav pravi posao i kao takvi će biti zamenjeni svojim većim rođacima da rade svoj posao za njih. Opšte je poznato da Goblinska rasa ozbiljno prezire njihove rođake. Goblin smatra da mu je teško kada pokušava da se šunja sa gomilom radosnih Snotlinga koji ga prate. Najgore od svega, imaju gadnu naviku da odaju Gobline koji su krivi za nešto, često pokazujući skrovišta ukradenih stvari ili mesta ubistava. Kao takvi, Snotlingsi, da bi izbegli gnjev svojih rođaka Goblina, često bi trčali između nogu njihovih zaštitnika vlasnika Orka, što samo još više razbesni Gobline.
Kada plemena Orka i Goblina idu u rat, često su u pratnji ogromne horde naoružanih Snotlingsa. Ovi Snotlingsi nisu ništa više od gomile entuzijastičnih Zelenokožaca naoružanih sa malo više od običnog smeća koje su našli u logorima. Postoji veliki spisak onoga što ova mala čudovišta smatraju kao oružje; neki će uzeti male slomljene grane, drugi će uhvatiti male pečurke ili komadiće kostiju kao oružje. Ponekad bi Snotling pronašao pravo oružje za upotrebu, kao što je šiljasti štap ili mali bodež. Snotlingsi žele da pomognu u bilo kojoj borbi, ali nisu efikasni kao borci. Oni pokazuju mnogo više snage kada se bore dok ih posmatraju njihova veća braća. Orci mogu da osete mali deo naklonosti ili sažaljenja zbog gubitka svog omiljenog ljubimca, ali su ova osećanja kratkotrajna kao i životni vek Snotlinga.

## Zveri
Iako imaju mnoštvo različitih životinja i zveri sa kojima idu u rat, Orci i Goblini skoro ni sa jednom nisu u pravom partnerskom odnosu. Životinje koje koriste za jahanje ili vuču ratnih kočija će se rado okrenuti protiv svojih gospodara ako previše ogladne ili ako su udarene prejako. Ostale zveri koje služe Orke to rade jer su im Orci obećali hranu, zlato i bitke.  

### Ratni Vepar
Ratni Vepar je prepoznatljiva vrsta obične divlje svinje koja je narasla toliko, da su veliki kao Imperijalni ratni konj, ali su daleko više zlokobni u svom ponašanju, i daleko glomazniji u svom telu. Ove posebno velike i agresivne svinje se mogu naći gotovo isključivo u oštrim, surovim predelima Badlendsa, gde ih Orci često obučavaju kao životinje za jahanje. U velikim bitkama, specijalne jedinice Orka koji jašu ove divlje svinje se mogu videti kako se upuštaju u bitku kao teška konjica (Orc Boar Boyz).
U većini naselja Orka postoje sigurni torovi u kojima drže svoje svinje kada se ne koriste u borbi. I same svinje su stvorenja zlog uma koja koriste svaku priliku da osakate, ugrizu i udare svoje gospodare, ali to se u stvari ne odnosi na Orke koji su dovoljno razumni da posao hranjenja ostave Goblinima i Snotlingsima. 

### Divovski Vukovi
Kao što im ime govori, poznato je da ovi vukovi izrastaju u neprirodno veliku veličinu, a neki su  veći i od ponija, ali retko rastu do veličine konja. Prilikom lova, ovi divovski vukovi su se prilagodili da postanu vešti, lukavi i strpljivi lovci. Prirodno love u velikim grupama, okružujući svoj plen i kada je pravi trenutak, napadaju sa svih strana. Koristeći svoju brojčanu nadmoć, ovi Vukovi bi ciljali najslabiju tačku životinja ili na najbespomoćnijeg u grupi.
Uvek je postojala snažna veza i duboko poštovanje između Goblina i Divovskih Vukova. Alijansa između ova dva stvorenja je ipak veoma teška, jer se njihova lojalnost uglavnom zbog lične koristi. U ovom parterstvu Goblin dobija brze i okretne životinje za jahanje, dok Vuk obično dobija redovnu hranu. Ako bi bilo ko od njih pomislio da se međusobna razmena ne isplati, neće imati problema da pobegnu sa borbenog polja ostavljajući drugog. Goblini jašu divovske vukove na isti način na koji druge rase jašu konje, što na kraju dovodi do stvaranja gomile vučjih jahača (Goblin Wolf Riders).

### Divovski Pauci
Poznato je da šumska Goblinska plemena imaju neobičnu povezanost sa paucima koji žive duboko u najtamnijim šumama Starog sveta. Postoji mnogo različitih vrsta divovskih pauka, a najveće među njima Šumski Goblini ručno hvataju i koriste za jahanja u rat. Bez obzira na vrstu, pauci su ozloglašeni po svom otrovu i jakim kljovima koja mogu i najjači oklop da slome. Prirodno su vešti penjanjači čak i po najtežim terenima, i sa lakoćom prelaze sve prepreke, od najgušćih šuma, do zidina.  
U bici, Goblini koriste ove životinje kao brzu konjicu. Zbog svoje pokretljivosti oni služe kao mamac da namame protivnika u zamku. Goblini koji ih jašu nose koplja ili kratke lukove. Naročito su korisni za vreme opsada. Jahači Paukova bi našli najmanji otvor u odbrani, popeli se sa lakoćom preko zidina i napali nenadane branioce.

### Skvigovi ()
Skvigovi veoma jednostavne životinje čija je jedina motivacija hrana. Do sada, prikazivali su dva obrasca ponašanja; jedite bilo šta jestivo što je u blizini, a zatim se krećite više ili manje nasumično sve dok ne postoji nešto drugo za jelo u blizini, i onda ponoviti proces. Brojne vrste Skvigova su viđene na raznim lokacijama u Starom svetu, iako najviše favorizuju oblasti bez svetlosti kao što su pećine i podzemni tuneli.
Čini se da su uglavnom prilagođeni bilo kom okruženju u kojem su odrasli. Većina Skvigova se kreće tako što se lansira u velike skokove svojim snažnim nogama, a zatim se ponovo odbijaju nagore čim udare u zemlju. Izgleda da su prilično kratkovidi, verovatno zbog svog odgojanja u mraku podzemnih pećinskih sistema. Njihovi pokreti često nemaju vidljiv obrazac; oni će odskočiti u slučajnom smeru u nadi da će se spustiti u blizini drugog izvora hrane. Skvigove koriste plemena Noćnih Goblina kao ratne zveri, izvori hrane, životinje za jahanje i stražare.
Vrste:
- Pećinski Skvig - najčešća varijanta Skviga.
- Veliki Pećinski Skvig - veća varijanta uobičajenog pećinskog Skviga.
- Gigantski Skvig - najveća vrsta  Skvigova.
- Skvig Goba - neobična varijanta  pećinskog Skviga koja izbacuje štetne tečnosti ka neprijatelju.
- Rogati Skvig - Skvig koji je obdaren dugim, oštrim rogom koji viri iz čela.
- Gas Skvig - neobična varijanta koja izbacuje štetne gasove iz svojih brojnih pora.
- Šiljasti Skvig - još jedna varijanta pećinskog Skviga koja je prekrivena smrtonosnim šiljcima.

### Trolovi
Trolovi se obično pridružuju divljim vojskama Zelenokožaca jer im je obećana hrana. Trolovi se nalaze u najvećem broju u oblasti zvanoj Zemlja Trolova. Trolovi su proždrljiva bića, uglavnom motivisana hranom, pa zato njihovi digestivni sistemi mogu da se nose sa gotovo bilo čime, uključujući, kako kažu glasine, kamenom i metalom. Trolovi su poznati po nekoliko sposobnosti. Njihovi probavni sokovi su među najjačim kiselinama u poznatom svetu. Drugo, trolovi poseduju čudnu sposobnost brzog obnavljanja i najtežih rana. U dogledno vreme će se skoro sve rane izlečiti. Njihova jedina poznata slabost je vatra. Trolovi ponekad koriste oružje, kao što su primitivni kameni čekići i kosti, iako su više nego sposobni da nekoga prepolove svojim golim rukama i kandžama.
Vrste:
- Obični trolovi - Ovi trolovi se obično nalaze u divljini, love životinje ili hvataju putnike i stoku. Oni su spori, ali sposobni borci, iako su lako zbunjivi. Orkovska plemena često "podmićuju" ove trolove da se pridruže svojim Vaaagh!-ovima,     obećavajući priliku da jedu ljude, patuljke i njihove brojne druge neprijatelje (ili čak Gobline, ako trenutno nema neprijatelja za borbu a  Trol bude gladan).
- Rečni Trolovi - Su Trolovi koji, kao što im ime kaže, žive u plitkim vodama kao što su reke ili močvare. Oni obično hvataju ribu, ali postoji dosta izvještaja o nestalim ribarima. Ovi trolovi su gadni; njihov odvratan miris se oseća izdaleka. Ovih trolova se treba plašiti     posebno zbog sposobnosti da povrate kiselinu na svoje žrtve.
- Kameni Trolovi – Žive u planinskim i stenovitim     predelima, i povremeno jedu kamenje. Kao rezultat toga, stekli su kamene karakteristike, kao što je vrlo gruba i izdržljiva koža. Druga izuzetna karakteristika je da su izuzetno otporni na magiju.
- Snežni Trolovi – Žive u planinama pokrivenim snegom, često žive u pećinama posutim kostima. Oni su visoki skoro dvanaest stopa i prekriveni su debelim krznom.

### Divovi
Divovi su usamljena stvorenja koja imaju tendenciju da lutaju zemljom, naseljavajući se u kratkom vremenskom periodu kada naiđu na bogat izvor hrane. Div može da konzumira čitavo stado stoke u jednom obroku, i uništiće svako selo na koje naiđe, i poješće sve što može da pronađe usred razbijenih kuća. Pivare su im posebno omiljene mete, jer su Divovi ozloglašeni pijanci. Povremeno, Div će biti ubeđen da se pridruži vojsci u prolazu, a to su često ljudi koji obožavaju Haos sa severa ili pljačkaška plemena Zelenokožaca, koji ih namamljuju sa obećanjima borbe i hrane.
U borbi, Divovi gaze svoje neprijatelje ili  uništavaju čitave jedinice iz par poteza. Koriste jednostavna ali veoma efikasna oružja napravljena od drveća koje je isčupano iz korena. Ponekad će Div izabrati određenu metu i podići je u vazduh. Ove žrtve su ponekad pregrižene na dva dela, bačene daleko, zgnječene u pastu ili jednostavno ostavljene na sigurno i smrdljivo mesto da bi kasnije bili pojedeni za užinu (u vreći koju nose, džep ili u pantalone). Noseći malo ili nimalo oklopa, Divovi su veoma podložni artiljerijskoj paljbi, strelama i metkovima. Dobro postavljeno đule iz Velikog topa može bez problema da ubije Diva. Ako neprijatelju nedostaje artiljerijska sposobnost ili ratne mašine, izuzetno je teško ubiti Diva u borbama u blizini.

### Viverni
Viverni su predatori za koje se zna da su udaljeni rođaci Zmajeva. Ova stvorenja su poznata kao oportunistički lovci, sposobni da jedu skoro sve, čak i trule leševe. Kada ih ljudi Imperije spaze u daljini oni paniče, dok je reakcija Orka skroz suprotna. Kad vide da ova stvorenja kruže iznad njih, Orci ih pozdravljaju sa kricima, jer za njih ta leteća bića predstavljaju moć i brutalnost, osobine koje su visoko poštovane u društvu Orka. Jedini način da Ork jaše Viverna, je da ukrade Vivernovo jaje i da ga lično odgaja do zrelosti. Ove zveri su najcenjenije životinje u vojsci Zelenokožaca. Samo najmoćniji Ork Vojskovođa ili Veliki Šaman ima sposobnost i snagu volje da natera ove zveri da se bore za njih. Vivern je proždrljiva zver koja uvek žudi za svežim mesom. U bici, sleti pravo u sredinu neprijateljske jedinice i uživa u njihovom mesu, dok njegov jahač kolje neprijatelja koji je još ostao.  

### Araknarok Pauk
Araknarok Pauci spadaju među najveće i najstrašnije divovske paukove koje su ikada zadesile šumska područja Starog sveta. Tako veliki i zastrašujući da mogu lako pobediti Diva i nositi celu platformu ratnika Šumskih Goblina na svojim ogromnim leđima. 
Araknarok pauci su drevna vrsta koja je živela u šumama Starog sveta mnogo pre dolaska čovečanstva i mogu da narastu do veličine Imperijske zgrade. Vrebaju i uništavaju cele čopore Zveri-ljudi (Beastmen), ili se bore i ubijaju veći plen, kao što je legendarni Cigor. Kada Araknarok Pauk nadvlada svoj plen otrovom kojim otapa meso, on će početi da pije otopljene iznutrice svoje paralizovane, ali još uvek žive žrtve. Uprkos njegovoj velikoj masi, Araknarok Pauci su relativno efikasni lovci, sposobni da se tiho kreću kroz gustu divljinu i uhvate plen bez ikakvih poteškoća. 
Šamani su saznali da bi mogli da pozovu ove zveri da rade za njihovo pleme ako bi im ponudili dovoljno sveže krvi. Od tada plemena Šumskih Goblina naseljavaju se u blizini jazbina ovih pauka, gde bi mogli da nagovore masivnog pauka na borbu. Na kraju, ovaj veliki Pauk je postao tolerantan prema Šumskim Goblinima, toliko da tretiraju male Zelenokožce kao mlade koje je trebalo nositi na svojim leđima. Od tada, uz ohrabrenje Šamana, ovi masivni pauci su poznati po tome da mile prema bojištu gde njihova ogromna masa može razbiti neprijateljske formacije dok Šumski Goblini na njegovim leđima ispaljuju strele i bacaju koplja na neprijatelja.  

## Ratne Mašine
Većina mašina koje Orci i Goblini koriste su napravljena od strane Goblina, dok su Orci samo tu da „ohrabruju“ male Gobline da brže rade. Iako su blago pametniji od svojih većih rođaka, ni Goblini nisu u stanju da prave izdržljive i precizne mašine. Preciznost i kratak životni vek svojih naprava nadoknađuju količinom koju mogu naprave. Materijal za pravljenje ovih mašina nalaze u divljinji ili prilikom napada na druge rase izvan svojih granica. Orci i Goblini nemaju svoju industriju i sve prave od materijala koji im je trenutno dostupan, pa zato dve iste mašine mogu izgledati potpuno različito jedna od druge. Kada se neka mašina pokvari ili uništi u borbi, često se ponovo iskoristi za neku drugu mašinu ili preradi u oružje.

### Orkovska Vepar Kočija
Ove kočije su izrazito oronule po izgledu, stvorene jednostavnim spajanjem dva grubo tesana drveta. Potrebna su dva najmoćnija ratna vepra unutar plemena da bi se pokrenuo tako glomazana mašina, ali uz malo vežbanja, ovi veprovi mogu da vuku ove velike kočije u rat sa velikom brzinom i snagom. Mnogi Orci se bore za ovo prestižno pravo upravljanja kočijama.
U borbi, orkovske kočije su znatno sporije od vučjih kočija, ali nadoknađuju ovaj nedostatak time što su daleko superiorniji u trajnosti i udaranoj snazi. Kada se svinje dovoljano zalete i udare u neprijatelja, postaju impresivno oružje koje prodire redove neprijatelja. Ako sam udar ne razbije neprijatelja, uvek postoje i točkovi sa gvozdenim noževima pričvršćenim sa strane, oštra kljova divljih svinja na prednjoj strani, ili koplja Ork posade. Zbog njihove ozloglašene udarne moći i zastrašujuće reputacije na bojnom polju, skoro svaki Vojskovođa Zelenkožaca bi želeo kočiju ili dve u svom plemenu ili vojsci.

### Goblinska Vučja Kočija
Vučja kočija je manja i lakša varijanta teže oklopljene kočije veprova. Nju vuku dva najveća vuka iz plemena, i služe kao brza varijanta šok kočije. Nedugo nakon što su prvi Goblini počeli da koriste divovske vukove kao konjicu, Goblinska plemena počela su da grade i puštaju prve vučje kočije u borbu. Napravljeno od sirovog isečenog drva ili ukradenih materijala i čvrsto vezanih žičanim vezicama, ova neverovatna kočija drži se kao znak statusa u mnogim plemenima.
U bici, ove kočije se jednostavno zalete ka neprejateljskim linijama u nverovatnoj brzini, gde bi se zarile duboko u redove. Iako nisu toliko izdržljive kao što je to glomazna svinjska kočija, Goblinske kočije su ipak daleko brže. Kada su formirane u jedinicu, sposobne su da probijaju rupe u bilo kojoj neprijateljskoj jedinici. Pleme koje ima nekoliko vučjih kočija može lako da formira brze klinove, sposobnih da u trenutku obore neprijateljske bataljone. Mnogo Goblinskih vojskovođa želi što više kočija u svojim plemenima. Nema ih puno i većina se izgubi u bici, bivaju ukradene ili se samo raspadnu.

### Goblinski Bacač Koplja ()
Zelenokožacima se mnogo dopada sposobnost da  kopljem pogode veliko čudovište iz daljine ili nekoliko bića veličine čoveka u jednom potezu. Bacač Koplja je uređaj koji se često nalazi u orkovskim i goblinskim vojskama. Radeći po istim principima kao divovski samostrel, uređaj ispaljuje jedanu strelu veličine koplja velikom brzinom. Dobro pozicionirani hitac može srušiti niz nadolazeće pešadije, prodreti u čelični oklop viteza ili čak ubiti Ogra jednim udarcem, što nije lak podvig s obzirom na njihovu veličinu.
Napravljeni od drveta, metalnog otpada ili čak kostiju ogromnih stvorenja, bacači koplja se lako grade, transportuju i održavaju, što ih čini popularnim ratnim mašinama. Kada se radni delovi razbijaju, kao što je uobičajno kod takvih sumnjivih naprava, lako je spojiti komade. Bacač koplja može se naći ne samo u borbenim linijama, već i na vrhu stražarskih tornjeva, postavljenih na ratne brodove, smeštene na vrhu opsadnih tornjeva, pričvršćenih na pokretne karavane, i druge, još manje uspešne adaptacije. Svake godine, neki mladi Goblin će pokušati da poveže platformu za paljbu i neki bacač koplja na vrh Diva, ali takvi eksperimenti ne uspevaju pošto Div polomi komad mašine da je iskoristi kao alat za češanje.

### Dum Dajver Katapul ()
Dum Dajver Katapult je u suštini uvećana verzija džinovske praćke, koja ispaljuje Goblina sa kožnim krilima, poznatog kao Dum Dajver, pravo u neprijateljsku formaciju kao oblik žive municije. Prvobitno je stvoren da omogući nomadskim plemenima Goblina da izviđaju okolna područja svoje teritorije. Posle izvesnog vremena je redizajniran za upotrebu u ratu.
Kada se Dum dajver katapult donese u bitku, posada Goblina će početi da vuče tetivu dok se dum dajver namešta u katapultu. Dum Dajveri su veoma oduševljeni svojim dužnostima, jer ne može biti veće radosti nego leteti nebom samo nekoliko trenutaka pre nego što pogodi svoju ciljanu metu. Iako je to tužan kraj, za Goblina je beskrajno bolje nego umreti nečasnom smrću u rukama gladnog Trola.

### Rok Lober ()
Rok Lober tj. Bacač Kamenja je goblinska verzija katapulta. Većina Zelenokožaca, posebno Orka, nikada nisu bili svesni tako komplikovanih naprava, ali imaju veliku zahvalnost za oružje koje se pokazalo destruktivnim na bojnom polju.
Zelenokožci su izgradili mnoštvo ovih naprava što obično nazivaju "Lobers". Ova artiljerija se često upotrebljava ili pojedinačno ili u grupama koje pomažu ili da omekšaju neprijateljske formacije, razbijaju odbrambene položaje. Rok Loberi dolaze u svim oblicima i veličinama, ali najčešća varijanta je uređaj protivteže sličan katapultu. Zahvaljujući komplikovanom dizajnu, posada na većini Rok Lobera su Goblini, često pod komandom Ork Nadgledača, takođe poznatog kao Siledžija (Bully). Goblini su često veoma lenji u svojim dužnostima, tako da je često neophodno da Orci koji ih nadgledaju bičuju ove Gobline u akciju, podižu zupčanike i vuku konopce kako bi osigurali da artiljerija nastavi stalan tok paljbe.

## Spoljašnje veze
- Zvanični sajt Games Workshop-a
- Sajt sestre kompanije Games Workshop-a